# Małgorzata Górska
Małgorzata Górska – polska aktywistka, zaangażowana w działania na rzecz obrony środowiska naturalnego, współorganizatorka kampanii w obronie Doliny Rospudy zagrożonej planami budowy drogi ekspresowej Via Baltica. Pochodzi z Trzciannego w województwie podlaskim. Za swój wkład w obronę środowiska została nagrodzona, jako druga osoba z Polski w historii, nagrodą Goldmanów.

## Życiorys
Jest działaczką Ogólnopolskiego Towarzystwa Ochrony Ptaków
Za swoją działalność została w 2010 r. uhonorowana, jako druga osoba z Polski, Nagrodą Goldmanów, jedną z najważniejszych światowych nagród w dziedzinie ochrony środowiska, zwaną ekologicznym Noblem. Nagroda Goldmanów przyznawana jest corocznie od 1990 r. przedstawicielom społecznego ruchu obrony środowiska na całym świecie.
Razem z mężemy Krzysztofem Górskim, prowadzą też gospodarstwo ekoturystyczne w Kotlinie Biebrzańskiej.

## Działania podjęte w celu ochrony Doliny Rospudy
Małgorzata Górska od 2002 prowadzi kampanię na rzecz zmiany przebiegu planowanej drogi ekspresowej Via Baltica. Przyczyniła się do powstania koalicji aktywistów i organizacji pozarządowych w której skład weszły m.in. Polska Zielona Sieć, WWF Polska, Greenpeace Polska, Ogólnopolskie Towarzystwo Ochrony Ptaków, Pracownia na rzecz Wszystkich Istot, Centrum Ochrony Mokradeł czy SISKOM. Była współorganizatorem akcji społecznej podczas której ludzie nosząc zielone chusty dawali wsparcie dla idei ochrony Doliny Rospudy. Ciągle szukała informacji i zbierała dane na temat wpływu budowy Via Baltica na środowisko naturalne Doliny. Małgorzata Górska była też aktywna w mediach: udzielała wywiadów oraz brała udział w licznych debatach. Ponadto o jej działalności pisały czasopisma.
W 2004 roku, po dołączeniu Polski do Unii Europejskiej, program Natura 2000 objął pod ochronę tereny Doliny Rospudy. Jednocześnie, dotychczasowe działania koalicji nie przynosiły rezultatów, dlatego poruszono tę sprawę na arenie międzynarodowej. W 2007 roku Komisja Europejska skierowała sprawę do Europejskiego Trybunału Sprawiedliwości. Przygotowano też petycję do Europejskiego Trybunału Sprawiedliwości. Tematem zajęli się eurodeputowani. W końcu, został sporządzony raport przez Komisję Petycji Parlamentu Europejskiego. W tym samym czasie polskie sądy trzykrotnie stwierdzały, że plany budowy drogi ekspresowej naruszają polskie prawo.
Po ośmiu latach starania opłaciły się, w marcu 2009 roku rząd ogłosił, że trasa drogi Via Baltica zostaje zmieniona i nie będzie naruszać terenów Doliny Rospudy. Natomiast Małgorzata Górska jednak nie wstrzymała kampanii dla ochrony przyrody, dążyła by trasa drogi ekspresowej ominęła też obszary Puszczy Knyszyńskiej, Puszczy Augustowskiej i Bagien Biebrzańskich. W końcu, dwudziestego października 2009 roku rząd zgodził się na zmianę trasy planowanego odcinka drogi znajdującego się na terenach spornych, chroniąc wymienione wyżej obszary przed destrukcją.

## Zgłoszenie do nagrody Goldmanów i ceremonia odbioru
Inicjatywa zgłoszenia Małgorzaty Górskiej do Nagrody Goldmanów została wysunięta przez Polską Zieloną Sieć, która jest partnerem organizacji Bankwatch. Akcja obrony Rospudy spodobała się tamtejszym działaczom, a związana z Bankwatch inna laureatka nagrody Goldmanów, Manana Kochladze, zgłosiła do nagrody Małgorzatę Górską. Ceremonia wręczenia nagrody miała miejsce w San Francisco, poprzedzona była innymi licznymi spotkaniami, między innymi z Prezydentem Stanów Zjednoczonych Barackiem Obamą.

## Wyróżnienia i nagrody
- 2010 rok – Nagroda Goldmanów
- 2011 rok – Tytuł ambasadora Rzeczypospolitej Ptasiej (inicjatywy Towarzystwa Przyjaciół Słońska "Unitis Viribus")
- 2011 rok – Laur "Najlepszym z Najlepszych" (odznaczenie przyznawane przez marszałka województwa warmińsko-mazurskiego)[8][9].